# Bộ Hương bồ
Bộ Hương bồ (danh pháp khoa học: Typhales) là một danh pháp để chỉ một bộ thực vật có hoa. Trong hệ thống Cronquist tên gọi này đã được sử dụng cho một bộ nằm trong phân lớp Commelinidae. Bộ này theo định nghĩa đó bao gồm:
- Bộ Typhales
Họ Sparganiaceae- các loài tam lăng
Họ Typhaceae- các loài hương bồ

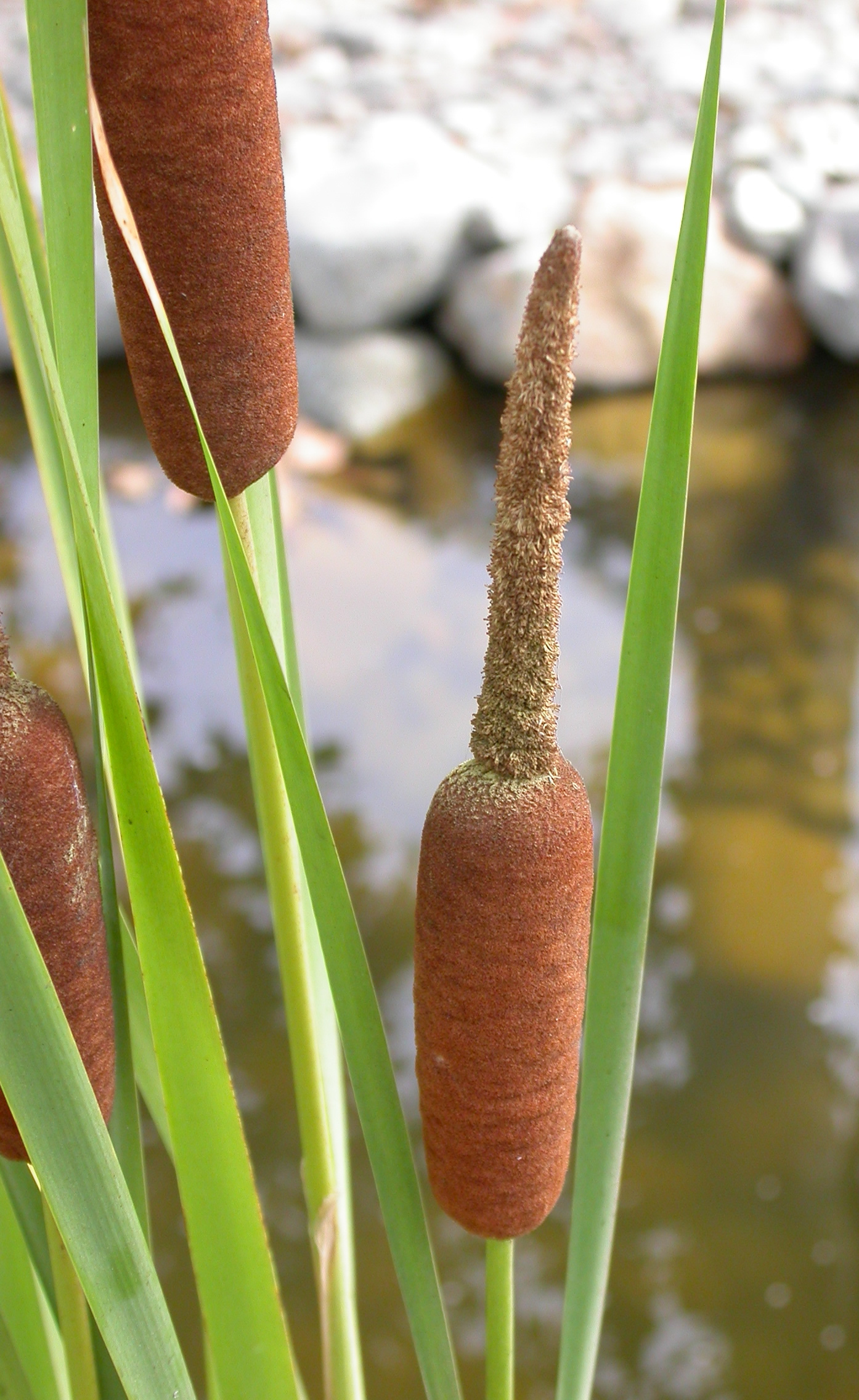
Cụm hoa của Typha angustifolia

Hệ thống APG II, sử dụng trong Wikipedia, đã chuyển các họ này sang bộ Hòa thảo (Poales).